# Kazimierz Sokołowski (ur. 1942)
Kazimierz Bogdan Sokołowski (ur. 6 października 1942 w Kaliszkowicach Ołobockich) – polski działacz społeczny i gospodarczy, radny Wrocławia, hetman Bractwa Kurkowego, inżynier elektronik, taternik i grotołaz.

## Życiorys
Jest synem Michała i Urszuli z domu Skolarskiej. Maturę uzyskał w Liceum Ogólnokształcącym w Sycowie w 1960. Studia na Wydziale Łączności Politechniki Wrocławskiej ukończył w 1968. Pracował jako technolog elektronowy w Centrum Unitra Dolam we Wrocławiu. Ukończył podyplomowe studium Współczesnych Zagadnień Mikroelektroniki na Politechnice Wrocławskiej.
Za działalność w NSZZ „Solidarność” był internowany w stanie wojennym, a w 1982 karnie zwolniony z pracy. Zorganizował wtedy przy Klubie Wysokogórskim we Wrocławiu Zakład Usług Wysokościowych „Taternik”, którego dyrektorem był przez 10 lat. Zakład zatrudniał taterników ze środowisk Wrocławia i Jeleniej Góry oraz osoby zwolnione z pracy w stanie wojennym. W roku 1992 został współzałożycielem agencji reklamowej Mercurius International, której został prezesem. Od 1998 prowadził indywidualną działalność gospodarczą, aż do przejścia na emeryturę w 2007.

## Działalność zawodowa i społeczna

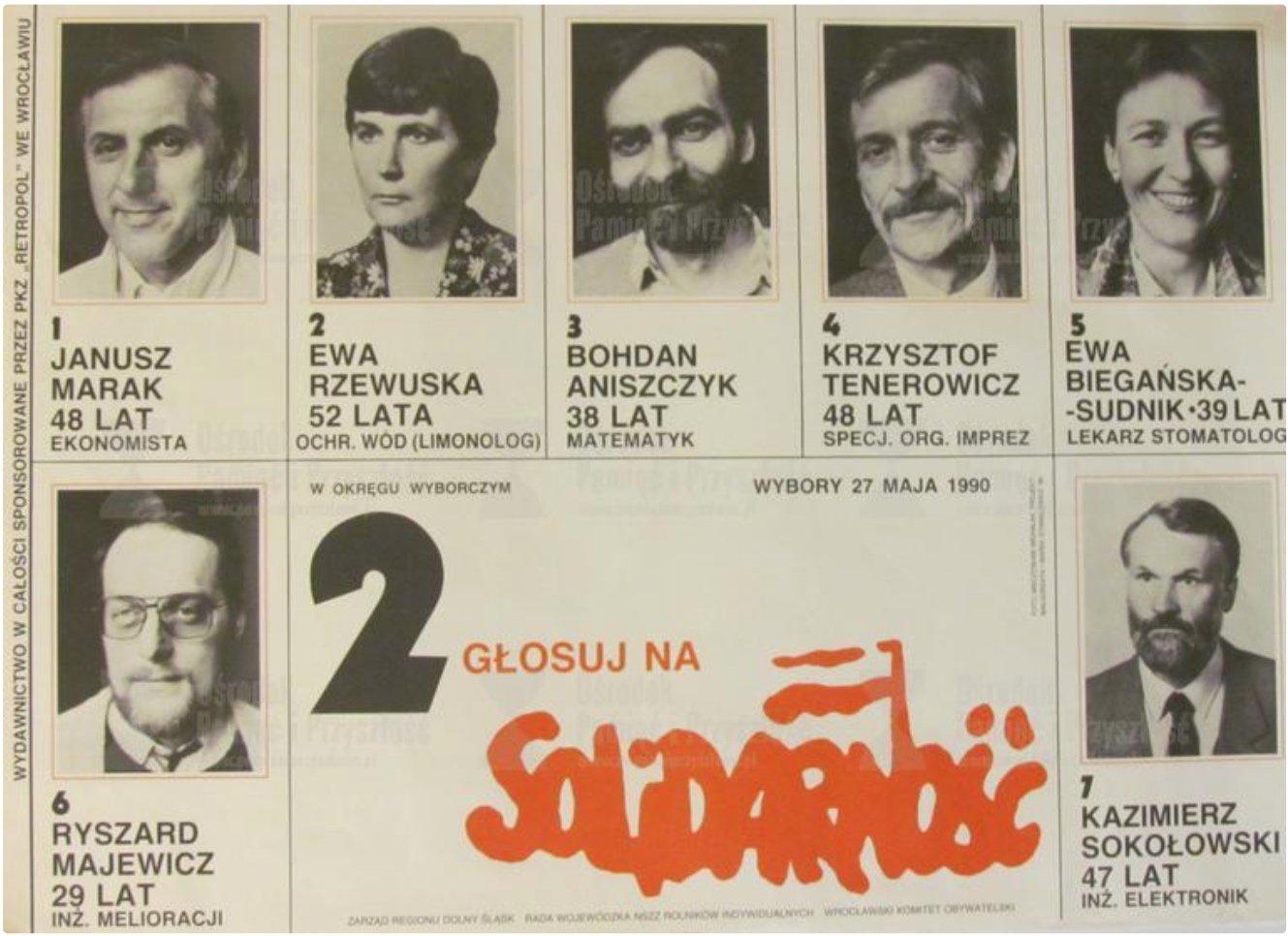
Plakat wyborczy „Solidarności” w wyborach do Rady Miejskiej Wrocławia, 27 maja 1990

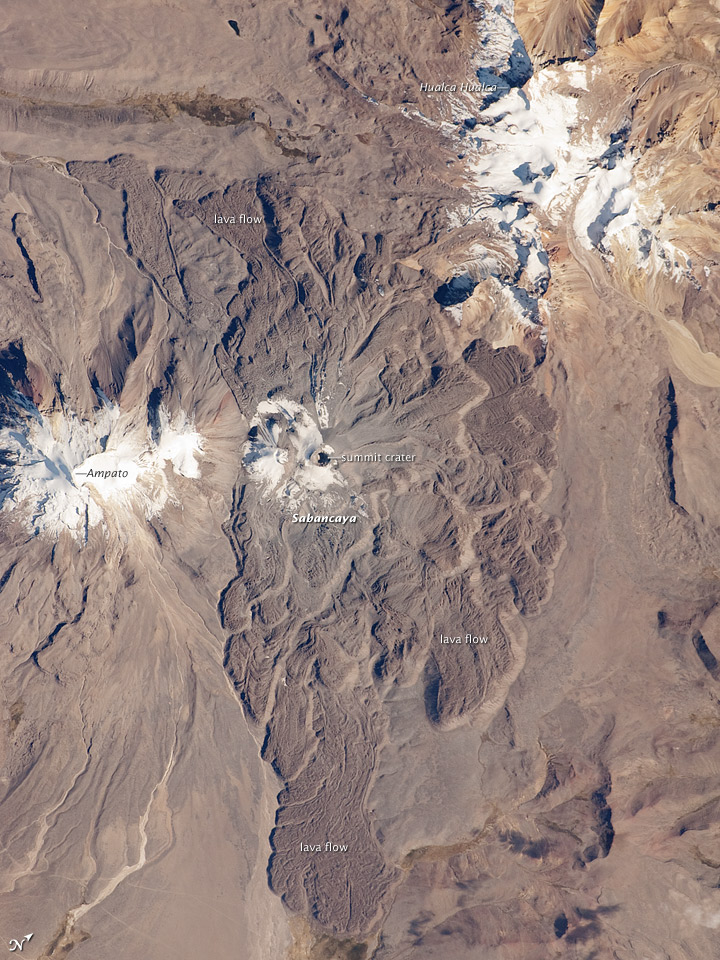
Fotografia nieczynnego wulkanu Ampato (6288 m) i czynnego wulkanu Sabancaya (bliżej środka fotografii) w peruwiańskich Andach wykonana przez astronautę NASA w 2010,

Po wprowadzeniu stanu wojennego działał w komitecie charytatywnym przy Parafii Matki Bożej Częstochowskiej we Wrocławiu.
W 1990 z listy NSZZ Solidarność został wybrany do Rady Miejskiej Wrocławia pierwszej kadencji. Był przedstawicielem Wrocławia w radzie nadzorczej przedsiębiorstwa Targpiast. W 1992 został powołany na stanowisko wiceprzewodniczącego rady nadzorczej Fabryki Automatów Tokarskich. Od 1994 był przez dwie kadencje przewodniczącym Rady Społecznej Zakładu Opieki Zdrowotnej dla Wrocławia-Śródmieście.
Był współzałożycielem Bractwa Kurkowego miasta Wrocławia. Przez trzy kadencje pełnił funkcje wiceprezesa i przez dwie kadencje funkcje prezesa, czyli hetmana Bractwa. W 2009 otrzymał tytuł hetmana honorowego. Był sekretarzem i marszałkiem Zarządu Okręgu Śląskiego Zjednoczenia Kurkowych Bractw Strzeleckich RP, także członkiem sądu honorowego. W 1998 i 2011 zdobył tytuł Króla Kurkowego Miasta Wrocławia. W 2012 otrzymał godność Rycerza Zjednoczenia Kurkowych Bractw Strzeleckich RP. Jest członkiem Stowarzyszenia Dawnej Broni i Barwy. W 2001 ofiarował Muzeum Miejskiemu we Wrocławiu egzemplarz polskiego karabinu przeciwpancernego Ur, którego wojsko polskie używało w kampanii wrześniowej.
W okresie 2013–2017 był radnym Osiedla Zacisze Zalesie Szczytniki miasta Wrocławia, gdzie jest członkiem rady programowej i organizatorem zajęć w klubie seniora.
W 2017 otrzymał Złotą Odznakę Zasłużonego dla Województwa Dolnośląskiego.

## Działalność górska
Jest członkiem zwyczajnym Klubu Wysokogórskiego we Wrocławiu. W 2008 otrzymał godność członka honorowego Klubu. Jest także członkiem i uczestniczył w wyprawach jaskiniowych Sekcji Grotołazów Wrocław. Uczestniczył w wyprawach górskich i jaskiniowych w Himalajach, Karakorum, Andach, Kaukazie, Tienszaniu i Ałtaju. W czerwcu 1988 zdobył wschodni szczyt wulkanu Ampato i dokonał trawersu trzech szczytów Nevado Ampato (6288 m) w peruwiańskich Andach.

## Inne informacje
Był żonaty z Ewą (1931–2015) z domu Suchowiak, doktorem antropologii. Córka Justyna jest lekarzem.